# 二宮之爭
二宮之爭，又稱南魯黨爭，是一件發生於三國時期孫吳的政治事件，發生於吳大帝孫權在位期間，大約始於吳赤烏五年（242年），結束於赤烏十三年（250年）。源於太子孫和及魯王孫霸之間因儲君問題而生的矛盾，及後引發起朝中大臣因分別支持太子和魯王而分裂。最終孫和被廢為南陽王、孫霸被賜死，孫權改立幼子孫亮為太子。

## 起源
赤烏四年（241年），孫權長子孫登逝世。孫登死後，太子之位懸空，孙权次子孙虑去世更早，孫權於是於次年立三子孫和為太子。數月後孫權又封四子孫霸為魯王。孫權對孫霸十分寵愛，待遇和太子孫和沒有分別，孫霸於是有奪儲之心，與孫和漸漸不和。同時因孫和生母王夫人與孫權長女孫魯班有過節，孫魯班於是中傷王夫人和孫和，借孫和到了張休家居住而稱孫和不在宗廟為患病的孫權祭祀祈福，反而到王夫人那裏討論些甚麼；又稱王夫人見孫權患病有喜悅之色。最終孫權因而大怒，王夫人憂死，孫和漸漸失寵，擔心被廢黜；孫霸見孫和失寵，更有野心奪取太子之位。

## 經過
孫霸爭位的意圖而引起的爭端延續到朝臣之上，太常顧譚因而上書請求孫權「明嫡庶之端，異尊卑之禮」，表明孫和的正統地位，以絕孫霸爭位的心。太子太傅吾粲亦上書請求申明孫和的地位，更請讓孫霸出駐夏口，將孫霸心腹楊竺調離建康。同時吾粲亦多次與駐守武昌的丞相陸遜通訊，陸遜從前都因全琮次子全寄作為孫霸黨羽而曾勸全琮阻止全寄，但反因此與全琮有嫌隙。及至孫和太子之位漸見不穩，於是亦多次上書請求孫權「明嫡庶之分」。但顧譚本身在芍陂之戰中因阻截魏軍前進而獲得比全緒、全端更高的將軍位，反令全氏怨恨，於是陷害顧譚，讓他與其弟顧承同被流放到交州。吾粲亦因孫霸和楊竺等中傷，因與陸遜多次有書信往來而下獄被殺；陸遜亦因此多次被孫權派人譴責，最終令陸遜於赤烏八年（245年）因憤恨而病死（一作自杀）。
除陸遜、顧譚和吾粲外，朝中驃騎將軍朱據、大將軍諸葛恪、會稽太守滕胤、施績、尚書丁密等都支持太子，但驃騎將軍步騭、鎮南將軍呂岱、大司馬全琮、呂據和中書令孫弘等都支持魯王，於是全國官員、將領都分成兩派。孫權因而不滿，有改立嗣子的意圖。但這意圖一直醞釀數年而未發。
继陆逊为丞相的步骘于赤乌十年（247年）去世，朱据继任。赤烏十三年（250年）秋，朱據見孫和被幽禁，於是與尚書僕射屈晃率眾將領官吏以「泥頭自縛」方式請孫權釋放太子，朱據言辭懇切，卻觸怒孫權而遭貶為新都郡丞，及後更被中書令孫弘作詔所害。屈晃亦直諫孫權不要動搖太子的地位，更叩頭至流血，但都不獲孫權所納，更令孫權厭惡，與朱據同被杖一百後遭遣回鄉里。無難督陳正和五營督陳象又以晉獻公在驪姬之亂中殺申生，終改立奚齊而至晉國大亂故事勸諫；太子輔義都尉張純亦盡力勸諫孫權，但陳正和陳象都被孫權族誅，張純亦被處死。

## 結果
赤烏十三年（250年），孫權廢太子孫和，並將孫和流放到故鄣。同時賜死孫霸，並將其一派曾參與謀害太子的黨羽全寄、吳安、孫奇和楊竺誅殺。孫權幼子孫亮則被立為太子，其母潘氏立为皇后。二宮之爭至此結束。

## 影響
二宮之爭雖然結束，但期間有很多位大臣如吾粲、陸遜等都因此而死，及至最後諫止孫權誅殺孫霸和流放孫和的十多位官員亦因而獲罪，種種因二宮之爭而衍生的殺戮和懲處對極大地影響了孫吳朝廷的人才，期間孫吳政局亦因朝內分裂而有所影響。原支持孙霸的孙鲁班、孙峻、孙弘、吕岱、吕据等亦未被清算。后来孙权有悔意想召回孙和复立为太子，也因孙鲁班、孙峻、中书令孙弘等坚决反对而未果，仅封孙和为南阳王。孙权临终时，潘皇后为宫女所杀，或為大臣指使。
孫亮年幼繼位，由太傅諸葛恪受遺詔輔政，但未即位即發生孫弘和諸葛恪衝突，後亦發生多場政變和兵變，诸葛恪似有改立孙和之意但很快被杀，權力中心先後由孫峻和孫綝把持，孙登唯一在世儿子孙英被孙峻所杀，孫亮最終亦被孫綝所廢改立琅玡王孙休，是为景帝。
孙休死后，大臣拥立孙和子孙皓为帝，孙和也因而被追封为文皇帝。但孙皓登基后很快成为昏暴之君，东吴也在他治理下灭亡。